# ポートアイランド (愛知県)

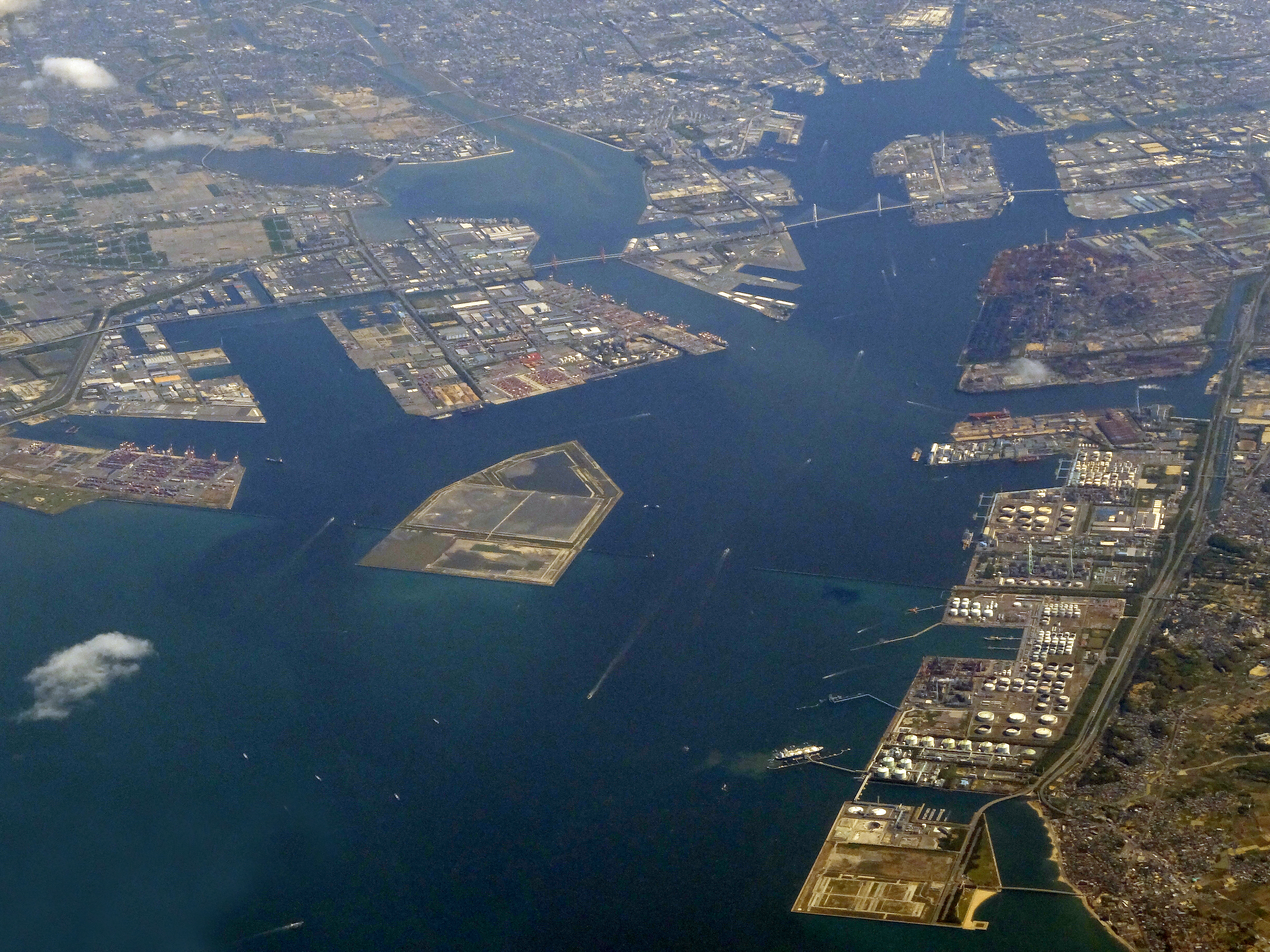
ポートアイランド
（中央部分に見えるホームベース状の島）

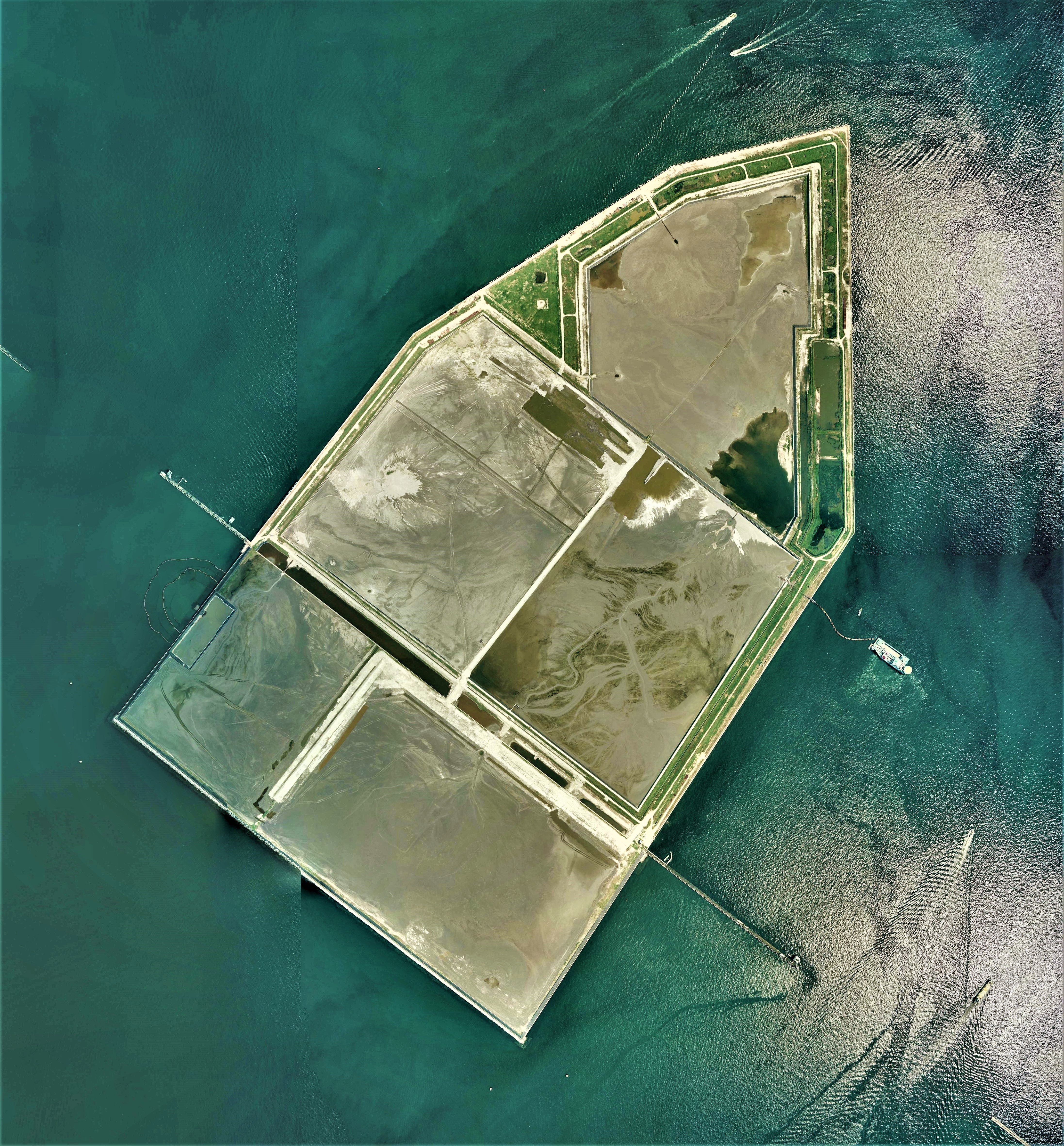
ポートアイランドの空中写真。
2007年（平成19年）5月23日撮影の6枚を合成した。。

ポートアイランドは、名古屋港の浚渫に伴って出た土砂を受け入れる為に造られ始めた、伊勢湾の最深部、名古屋港の入口に位置する人工島である。愛知県海部郡飛島村西浜の約1 km南に位置する。なお、2017年（平成29年）現在、愛知県の所属未定地として残っている。

## 規模
ポートアイランドは北緯35度0分26.5秒 東経136度48分44.6秒 / 北緯35.007361度 東経136.812389度座標: 北緯35度0分26.5秒 東経136度48分44.6秒 / 北緯35.007361度 東経136.812389度付近に位置している。埋立区域の合計面積は約2.57 km2であり、これはナゴヤドーム53個分の面積に相当する。なお、土砂を受け入れ続けてきた結果、当初の埋め立て計画高さであった5.3 mを超えた。2017年（平成29年）現在で16 m以上にまで積み上げられ、土砂は仮置きの状態にある。

## 歴史
伊勢湾には何本も河川が流れ込んでいるため、放っておくと河川によって運搬されてきた土砂が溜まってくる。そんな中で、名古屋港へ大型の船舶を出入させるためには、名古屋港の水深を深くしておく必要が有るため、浚渫が行われてきた。また、大型船の航行に充分な水面の幅を確保せねばならない。さらに、大型船が接岸できる大規模な岸壁の整備も要する。これらの工事に伴って発生してきた土砂の処分場として、ポートアイランドは1975年（昭和50年）に着工した。それ以来、ポートアイランドは土砂の処分場として、利用され続けてきた。
ポートアイランドの造成開始当初は、物流拠点やゴミ埋め立て処分場などとして使う構想も存在したものの、具体的な土地利用計画は2017年現在でも策定されていない。また、2017年（平成29年）現在も、名古屋港の浚渫によって出た土砂が、積み増しされ続けている状態にある。このため、新たな浚渫土砂の処分場の設置が検討されている。2017年（平成29年）現在は、滑走路増設構想も打ち出されている中部国際空港の沖が、有力な候補地として挙げられている。

## 将来の構想
2017年（平成29年）現在も浚渫土砂の搬入が続いている状態で、ポートアイランドの将来像は定まっていない。ただ、幾つかの提言が行われてきた。

### 産業用地に転用
一般財団法人中部経済連合会は「中部圏交通ネットワークビジョン」と題した政策提言の中で、ポートアイランドを将来、自動車の輸出基地として活用するように求めている。また、学識経験者、港湾関係者、経済団体、行政で構成されている名古屋港基本計画検討委員会は、「社会情勢や地域経済の情勢変化に対応した開発空間として、地域の更なるポテンシャル向上に資する土地活用を検討していく。」という基本計画の方針を発表している。

### 野鳥保護区などに転用
生物多様性の保全の観点からポートアイランドを活用すべきといった意見も存在する。日本野鳥の会愛知県支部は国土交通省の船に同乗してポートアイランドに上陸し、野鳥生息調査を実施した。その結果、ポートアイランドが絶滅危惧種や国際希少野生動物種に指定されている、希少な野鳥の生息地あるいは繁殖地に、将来的になり得るとして、ポートアイランドを野鳥の保護区としての保全を提唱している。加えて、環境学習の場として整備する事も提言している。